# 第5族元素
| 族   | ← 5 →  |
| 周期 |        |
| 4    | 23 V   |
| 5    | 41 Nb  |
| 6    | 73 Ta  |
| 7    | 105 Db |

第5族元素（だいごぞくげんそ）は、周期表において第5族に属する元素の総称であり、バナジウム、ニオブ、タンタル、ドブニウムからなる。バナジウム、ニオブ、タンタルはバナジウム族元素と呼ばれることもある。
いずれも金属で、硬く強靭で耐食性がある。また、融点、沸点も高いのが特徴。酸にも侵されにくい。超硬材料や、触媒などに利用される。
閉殻していないd軌道を持ち、遷移元素として取り扱われる。

## 性質
第5族元素では価電子および内殻電子の電子構造は周期により異なる。
|                                    | バナジウム 23V | ニオブ 41Nb               | タンタル 73Ta             | ドブニウム 105Db |
| ---------------------------------- | -------------- | ------------------------- | ------------------------- | ---------------- |
| 電子配置                           | [Ar]3d34s2     | [Kr]4d45s1                | [Xe]4f145d36s2            | [Rn]5f146d27s2   |
| 第1イオン化エネルギー （kJ mol-1） | 650            | 652.1                     | 714                       |                  |
| 第2イオン化エネルギー （kJ mol-1） | 1,413          | 1,382                     | 1,500                     |                  |
| 第3イオン化エネルギー （kJ mol-1） | 2,828          | 2,416                     |                           |                  |
| 第4イオン化エネルギー （kJ mol-1） | 4,506.6        | 3,700                     |                           |                  |
| 第5イオン化エネルギー （kJ mol-1） | 6,294          | 4,877                     |                           |                  |
| 電子親和力 （電子ボルト）          | 0.525          | 0.893                     | 0.322                     |                  |
| 電気陰性度 （Allred-Rochow）       | 1.32           | 1.22                      | 1.23                      |                  |
| イオン半径 （pm; M5+）             | 68（6配位）    | 62 （4配位） 78 （6配位） | 78 （6配位） 88 （8配位） |                  |
| 結合半径 （pm）                    | 131            | 137                       | 143                       | 139              |
| 融点 （K）                         | 2,175          | 2,750                     | 3,290                     |                  |
| 沸点 （K）                         | 3,682          | 5,017                     | 5,731                     |                  |
| 酸化還元電位 E0 （V）              |                | -1.1 （M3+/M）            |                           |                  |

いずれも硬く強靭な金属で、融点、沸点も高いのが特徴。超硬材料や、触媒などに利用される。物性計算上は単体金属は強い還元剤であることが示唆されるが、容易に不動態皮膜を形成するので常温では耐食性があり非酸化性の酸にも侵されにくい。例えば強くて薄いタンタルの酸化皮膜はタンタルコンデンサーに応用されている。
一方、高温では大抵の非金属元素と反応し、酸化物、炭化物（MC）、窒化物（MN）、硫化物を形成するが、後述の様に生成物の金属の酸化数は多様である。
5族元素いずれもが酸化数-1から+5の多様な化合物、イオンを形成する。代表例を次に挙げる。
| 酸化数 | バナジウム | ニオブ          | タンタル        |
| ------ | ---------- | --------------- | --------------- |
| -1     | V(CO)6-    | Nb(CO)6-        | Ta(CO)6-        |
| 0      | V(CO)6     |                 |                 |
| +1     | V(bpy)3+   | (π-C5H5)Nb(CO)4 | (π-C5H5)Ta(CO)4 |
| +2     | V(CN)64-   |                 |                 |
| +3     | V(NH3)63+  | NbCl3           | TaBr3           |
| +4     | K2VCl6     | NbCl4           | TaO2            |
| +5     | VOCl3      | NbF5            | Na2TaF8         |

bpy - bipydidyl
π-C5H5 - cyclopentadienyl

## 引用文献
1. 化学便覧 基礎編, 日本化学会編, 改訂5版, 丸善
2. R.B.ヘスロップ, K. ジョーンズ, 無機化学, 東京化学同人